# Raphael Maitimo
Raphael Maitimo (Rotterdam, 17 maart 1984) is een Nederlands-Indonesisch voetballer die als middenvelder speelt.

## Clubcarrière
Maitimo speelde in de jeugd bij Feyenoord en debuteerde na een zeer kort verblijf bij NAC Breda in het betaald voetbal bij FC Dordrecht. Een doorbraak bleef uit en hij ging voor de amateurs van SC Feyenoord spelen. In 2009 ging hij in China op semi-professioneel niveau spelen en in 2011 speelde hij in Indonesië. In 2012 kwam hij kortstondig uit voor Topklasser vv Capelle. Van mei 2013 tot eind 2014 speelde hij voor Mitra Kukar FC. Sinds begin 2015 kwam Maitimo uit voor Sriwijaya FC. Hierna speelde hij voor Persija Jakarta en Arema Cronus. Begin 2017 was hij bij PSM Makassar maar verliet de club in maart voor aanvang van de competitie. Vervolgens ging hij voor Persib Bandung spelen. Vanaf 2018 komt hij uit voor Madura United. In juli van dat jaar ging hij op huurbasis naar Persebaya Surabaya. In 2019 begon hij bij PSIM Yogyakarta en wisselde halverwege het jaar naar PSM Makassar. In 2020 ging hij naar Persita Tangerang.

## Interlandcarrière
Omdat hij van Indonesische komaf is, wilde Maitimo voor het Indonesisch voetbalelftal uitkomen. Hij werd opgenomen in de selectie voor de AFF Suzuki Cup 2012. Pas een week voor het toernooi kwam zijn naturalisatie geheel rond en hij debuteerde op 25 november 2012 in de eerste poulewedstrijd van het toernooi tegen Laos met een doelpunt. Eerder speelde hij voor Nederlandse vertegenwoordigende jeugdelftallen.